# Trhovište
Trhovište – wieś (obec) na Słowacji położona w kraju koszyckim, w powiecie Michalovce. Pierwsze wzmianki o miejscowości pochodzą z roku 1220. 
Według danych z dnia 31 grudnia 2012, wieś zamieszkiwały 1893 osoby, w tym 981 kobiet i 912 mężczyzn.
W 2001 roku rozkład populacji względem narodowości i przynależności etnicznej wyglądał następująco:
- Słowacy – 97,42%
- Czesi – 0,59%
- Polacy – 0,06%
- Romowie – 1%
- Ukraińcy – 0,35%
- Węgrzy – 0,12%

Ze względu na wyznawaną religię struktura mieszkańców kształtowała się w 2001 roku następująco:
- Katolicy rzymscy – 61,13%
- Grekokatolicy – 11,8%
- Ewangelicy – 2,64%
- Prawosławni – 1,17%
- Ateiści – 2,11%
- Przedstawiciele innych wyznań – 0,06%
- Nie podano – 1,06%